# Katerina Sakellaropulosová
Katerina Sakellaropulosová (Κατερίνα Σακελλαροπούλου, * 30. května 1956 Soluň) je řecká právnička a v letech 2020 až 2025 prezidentka Řecka.
Je dcerou soudce. Vystudovala Národní a Kapodistriovu univerzitu v Athénách a postgraduální studia absolvovala na Univerzitě Panthéon-Assas v Paříži. V roce 1982 začala pracovat v Nejvyšší radě (místní název nejvyššího správního soudu), v roce 2015 se stala její místopředsedkyní a v roce 2018 předsedkyní. Také vyučovala na škole soudních úředníků v Soluni a pracovala na ministerstvu zahraničních věcí.
Řecký parlament ji 22. ledna 2020 zvolil nástupkyní prezidenta Prokopise Pavlopulose; byla jedinou kandidátkou a podpořili ji poslanci vládní Nové demokracie i levicové opozice. Úřadu se ujala 13. března téhož roku a stala se vůbec první ženou v čele řeckého státu. Ve funkci skončila v březnu 2025.
Má levicové názory, věnuje se otázkám životního prostředí a lidských práv, podpořila školní docházku pro děti migrantů.
Je rozvedená, má dceru Niovi. Jejím životním partnerem je právník Pavlos Kotsonis.